# كولمان (فلوريدا)
كولمان (بالإنجليزية: Coleman)‏ هي مدينة أمريكية تقع في ولاية فلوريدا. تبلغ مساحة هذه المدينة 3.8 (كم²)،ويبلغ عدد سكانها 647 نسمة حسب إحصاء سنة 2010 م 647.تشير إحصاءات سنة 2000م بأن الكثافة السكانية في هذه المدينة تقدر بـ(170.3) نسمة/كم2 